# بورصة نيويورك التجارية
بورصة نيويورك التجارية هي بورصة للسلع المستقبلية تملكها وتشغلها سي إم أي جروب في شيكاغو. تقع في مانهاتن، مدينة نيويورك. يوجد لديها مكاتب في بوسطن وواشنطن وأتلانتا وسان فرانسيسكو ودبي ولندن وطوكيو.

## منصات التداول
- التداول الإلكتروني (Globex)

## السلع المتداولة
- فحم حجري
- نفط
- كهرباء
- وقود السيارات
- وقود التدفئة
- غاز طبيعي
- بالاديوم
- بلاتين
- بروبان
- يورانيوم
- ألومنيوم
- نحاس
- ذهب
- فضة

## روابط خارجية
- الموقع الرسمي
 (NYMEX)
- الموقع الرسمي
 (كومكس)
- TradingPitHistory.com ، موقع إلكتروني للحفاظ على لغة الإشارة اليدوية للتجارة المفتوحة
- أخبار مُجمّعة وتعليقات عن بورصة نيويورك التجارية في موقع صحيفة نيويورك تايمز.